# Фріц Ліндеманн
Фріц Ліндеманн (нім. Fritz Lindemann, 1894–1944) — німецький офіцер Вермахту, генерал артилерії, начальник артилерійсько-технічного управління. Учасник змови проти Адольфа Гітлера.

## Біографія
Народився 11 квітня 1894 року в Берліні (район Шарлоттенбург) у сім'ї артилерійського офіцера.
Після закінчення гімназії вступив у 4-й полк польової артилерії, проходив службу в Потсдамі. У 1913 році став лейтенантом.
З початку Першої світової війни брав участь у бойових діях на Західному фронті, у листопаді 1914 року був нагороджений Залізним хрестом 2-го класу. У 1916 році отримав звання оберлейтенанта, у лютому 1917 року нагороджений Залізним хрестом 1-го класу. У 1918 році призначений на посаду офіцера штабу 35-ї піхотної дивізії.
Після Листопадової революції став членом Фрайкора, взяв активну участь у ліквідації рад в Дюссельдорфі.
З 30 квітня по 3 червня 1919 року в числі п'яти офіцерів забезпечував охорону делегації Німеччини на Паризькій мирній конференції, після чого почав цікавитися політикою.
У 1919 році був переведений в рейхсвер, де дослужився до звання оберст-лейтенанта. Будучи прихильником Веймарської республіки, відмовився від участі у Капповському путчі 1920 року. 2 жовтня 1922 року одружився.
З 1923 року проходив курси підготовки персоналу Генерального штабу, у 1926 році був відряджений до Берліна і призначений у відділ військової статистики міністерства оборони. Перебував у підпорядкуванні Курта фон Шлейхера і працював разом з Фрідріхом Ольбріхтом.
У 1929 році призначений командиром батареї 3-го артилерійського полку в Шпроттау.
У квітні 1932 року пройшов курс додаткової підготовки офіцерів Генерального штабу, вчився економіці в Берлінському університеті.
Хоча не був прихильником нацистів, які прийшли до влади в Німеччині, але підтримував взятий ними курс на переозброєння армії. У 1933—1936 роках викладав тактику і військову історію у військовій академії в Берліні. У 1936 році був переведений в Гамбург у штаб 10-го армійського корпусу, у 1937 році отримав звання полковника. 31 липня 1938 року прийнятий на службу у вермахт. 1 серпня 1938 року вступив в члени НСДАП.
Незадовго до початку Другої світової війни був мобілізований у 138-е артилерійське командування (Arko 138) частин вермахту, які взяли участь в Польській кампанії.
У 1940 році брав участь в окупації Франції, у 1941 році — в нападі на Радянський Союз, за що отримав Лицарський хрест.
У січні 1942 року прийняв командування 132-ї піхотної дивізії. Влітку 1942 року брав участь в облозі Севастополя і оборонних боях на Волховському фронті. У цей час в нього  виникли сумніви у можливості перемоги Німеччини в агресивній війні і неприязнь до режиму Гітлера.
У жовтні 1943 року Ліндеманн очолив штаб артилерії Верховного командування сухопутних військ, у грудні був підвищений до звання генерала артилерії.
Перебуваючи на цій посаді, він налагодив контакти генерал-майором вермахту Геннінгом фон Тресковом, який вже планував замах на Гітлера, а також полковником Клаусом Шенком фон Штауффенбергом, переконаним у тому, що нацизм веде Німеччину до неминучої катастрофи, і з 1944 року брав активну участь у підготовку змови.
Згідно з планом державного перевороту, Ліндеману відводилася роль голосу нового уряду: саме він від імені лідера змовників генерала Людвіга Бека повинен був прочитати по радіо текст відозви до німецького народу.
Під час замаху на Гітлера 20 липня 1944 року перебував у Дрездені, потім таємно прибув до Берліна і переховувався на квартирі своїх знайомих.
4 серпня 1944 року генерал Фріц Ліндеманн був вигнаний з вермахту, як той, хто зрадив честь офіцера. За його голову була призначена нагорода в 500 тисяч рейхсмарок.
3 вересня 1944 року при спробі арешту Ліндеманн вчинив опір і дістав вогнепальні поранення ніг і живота, був заарештований гестапо.
Зусилля лікарів, спрямовані на збереження життя Ліндемана до оголошення вироку, виявилися безуспішними: 22 вересня 1944 року він помер у берлінській в'язниці Плетцензее від наслідків поранень.

## Нагороди

### Перша світова війна
- Залізний хрест 2-го і 1-го класу
- Ганзейський Хрест (Гамбург)

### Міжвоєнний період
- Почесний хрест ветерана війни з мечами
- Медаль «За вислугу років у Вермахті» 3-го, 3-го, 2-го і 1-го класу (25 років)

### Друга світова війна
- Застібка до Залізного хреста 2-го і 1-го класу
- Лицарський хрест Залізного хреста (4 вересня1941)
- Почесна застібка на орденську стрічку для Сухопутних військ (1942)
- Орден Михая Хороброго 3-го ступеня (8 травня 1942) (Румунське королівство)
- Орден Корони Румунії, великий офіцерський хрест із короною і мечами (1942)
- Німецький хрест в золоті (23 серпня 1942)
- Кримський щит